# Eublemma deserta
Eublemma deserta is een vlinder van de familie van de spinneruilen (Erebidae). De wetenschappelijke naam van deze soort is voor het eerst voorgesteld als Thalpochares deserta door Otto Staudinger in een publicatie uit 1900.

## Verspreiding
De soort komt voor in Marokko, Algerije, Tunesië, Libië, Djibouti, Israël, Saudi-Arabië, de Verenigde Arabische Emiraten en Jemen.

## Ondersoorten
- Eublemma deserta deserta (Staudinger, 1900)
- Eublemma deserta cornutus Fibiger & Hacker, 2004 (Djibouti, Israël, Saudi-Arabië, de Verenigde Arabische Emiraten, Jemen)
  - = Eublemma cornutus Fibiger & Hacker, 2004